# كونراد لورنتس
كونراد لورنتس (بالألمانية: Konrad Lorenz) ولد في 7 نوفمبر 1903 في فيينا وتوفي في 27 فبراير 1989 في فيينا كان عالم حيوان وطيور وسيكولوجي حيوان نمساوي يعتبره الكثيرون واحدًا من مؤسسي الإيثولوجيا الحديثة. حصل على جائزة نوبل في علم وظائف الأعضاء (الفسيولوجيا) أو الطب عام 1973 لإكتشافاته المتعلقة بنمط السلوكيات الفردية والإجتماعية مشاركة مع كل من نيكولاس تينبرغن وكارل فون فريش، كما حصل من منظمة اليونسكو على جائزة كالينغا لتبسيط العلوم سنة 1969.
درس لورنس السلوك الغريزي لدى الحيوانات، خصوصاً لدى الإوز الرمادي وغراب الزرع. عمله مع الإوز جعله يعيد اكتشاف مبدأ التطبع (الموصوف في الأصل من قبل دوغلاس سبالدينج في القرن 19) في سلوك طيور الأعشاش (بالإنجليزية: nidifugous)‏ (الفترة الزمنية القصيرة التي تبقاها الكائنات الحية في العش بعد التفقيس أو الولادة).

## من مشاهداته
اكتشف كونراد لورينس من مشاهداته للسمك في حوض أن كل سمكة تتخذ لنفسها مكانا تقيم فيه ولا تسمح لأي سمكة أخرى بالاقتراب منه. وتبين له أن منطقة كل سمكة لها حدود غير مرئية. خارج تلك الحدود تستطيع الأسماك الأخرى العيش فيه، ولكن إذا اقتربت إحدى السمكات من حدود منطقة السمكة المعنية فهي تطاردها على الفور بعنف وتجبرها على الفرار. في نفس الوقت «تفهم» السمكة الغريبة أن تلك هي حدود منطقة السمكة المعنية، و«تعلم» أنه ليس من حقها دخوله. لذلك تسارع بالفرار إذا هاجمتها السمكة صاحبة المنطقة.
ونري ذلك السلوك أيضا في الكلاب. الكلب يدافع عن منطقة بيته، ويعلم حدود منطقته الخاصة به و «المحرمة» على الكلاب الأخرى. فإذا تجاور كلبان وكان كل منهما يتبع بيت مجاور لبيت الكلب الآخر، نلاحظ ثورة الكلب الذي يتعدى الكلب «الجاني» على منطقته ويطارده ويجبره على الفرار. ولكن أثناء الجري وتتبع الكلب «الجاني» يدخل الكلب المهاجم منطقة الكلب الآخر في حموة التتبع. فيشعر الكلب «الجاني» الآن أن منطقته مهددة من الكلب المعتدى عليه من قبل، فيتجرأ وينقلب لمهاجمة هذا الدخيل. في نفس الوقت «يعلم» الكلب الدخيل أنه قد دخل منطقة الكلب الآخر وليس له البقاء فيها، فيهرب عائدا إلى منطقته يحتمي فيها. وتتكرر المطاردة من هنا إلى هناك ومن هناك إلى هنا عدة مرات ثم يهدأ الحال بأن يستقر كل كلب في منطقته.

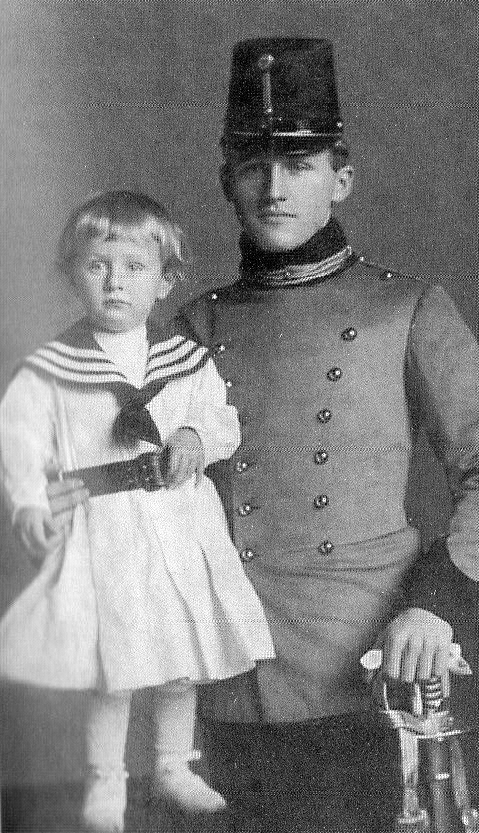
لورنز عام 1904 مع أخيه الأكبر

كذلك من مشاهدات كونراد لورينس  أن الحيوانات المتصارعة وتكون من جنس واحد لا تستمر في الصراع حتى يقتل القوي الضعيف، وإنما من طبيعة الحيوان أن الحيوان الضعيف ينسحب من الصراع عندما يشعر بأن الآخر أقوى منه. في نفس الوقت يكتفي الحيوان القوي بهروب الضعيف من جنسه ويكف عن مصارعته ولا يقتله. هذا بعكس بني آدم الذي يقتل عدوه ويجهز عليه أثناء الصراع على الرغم من «تسليم» الضعيف.

## من مؤلفاته
كتب لورنتس العديد من المؤلفات منها:
- خاتم الملك سليمان (بالإنجليزية: King Solomon's Ring)‏: وهو كتاب في علم الحيوان موجّه للجمهور غير المتخصص، نشر سنة 1949 وصدرت طبعته الأولى بالإنجليزية سنة 1952.[17]
- عن العدوان (بالألمانية: Das sogenannte Böse) صدر بالألمانية سنة 1963 وصدرت طبعته الأولى بالإنجليزية سنة 1966.[18]
- ها أنذا.. أين أنت؟: آخر كتب لورنتس، وهو ملخص عن حياته وعمله العلمي.

## روابط خارجية
- كونراد لورنتس على موقع IMDb (الإنجليزية)
- كونراد لورنتس على موقع الموسوعة البريطانية (الإنجليزية)
- كونراد لورنتس على موقع مونزينجر (الألمانية)
- كونراد لورنتس على موقع ميوزك برينز (الإنجليزية)
- كونراد لورنتس على موقع إن إن دي بي (الإنجليزية)
- كونراد لورنتس على موقع ديسكوغز (الإنجليزية)